# Henryk Markiewicz (1933–2020)
Henryk Markiewicz (ur. 1933, zm. 2020) – polski inżynier elektryk.

## Życiorys
Urodził się w 1933 r. w Narwiliszkach. Ukończył studia na Wydziale Elektrycznym Politechniki Wrocławskiej i od 1957 r. pracował w Katedrze Urządzeń Elektrycznych, a następnie w Instytucie Energoelektryki. Stopień doktora uzyskał w 1965 r., habilitował się w 1970 r. i został awansowany na stanowisko docenta. W 1986 r. uzyskał stanowisko profesora nadzwyczajnego, a w 1994 r. tytuł profesora zwyczajnego. Wykładał na Wydziale Elektrycznym Politechniki Wrocławskiej.
Na Politechnice Wrocławskiej sprawował funkcje kierownika Zakładu Urządzeń Górniczych (1971–1972) i Zakładu Urządzeń Elektroenergetycznych (1985–2002), a także zastępcy dyrektora Instytutu ds. badań naukowych i współpracy z przemysłem (1972–1981) oraz dyrektora Instytutu (1987–1993). Pełnił także funkcję prodziekana ds. studiów zaocznych Wydziału Elektrycznego (1984–1987).
W swojej pracy badawczej zajmował się bezpieczeństwem elektrycznym z punktu widzenia projektowania instalacji, konstrukcji i budowy urządzeń oraz metod eksploatacji sieci elektrycznych. Autor 7 podręczników akademickich, ponad 170 publikacji, promotor 5 doktorów, współautor 7 patentów.
Zmarł 25 października 2020 r. i został pochowany na cmentarzu na Swojczycach.

## Odznaczenia
- Krzyż Kawalerski Orderu Odrodzenia Polski (1987 r.)[1]
- Medal Komisji Edukacji Narodowej (1997 r.)[1]
- Złota Odznaka Politechniki Wrocławskiej[1]
- Złota Odznaka Stowarzyszenia Elektryków Polskich(1994 r.)[1]